# Manuel Cerda Concha
Manuel José Cerda Concha (Los Andes, Reino de Chile, Imperio español, 1806-?) fue un abogado, juez y político chileno.

## Familia y estudios
Nació en 1806, hijo del patriota y político (José) Nicolás Cerda Santiago Concha y de Nicolasa Santiago Concha y Cerda. Hermano del también diputado Ramón Cerda Concha.
Graduado de Cánones y Leyes por la Universidad de San Felipe. El 28 de diciembre de 1828 ingresó a la Academia de Leyes y Práctica Forense, de la que egresó el 3 de junio de 1831. Juró como abogado el 30 de junio de 1831.
Se casó con Mercedes Cerda Luco.

## Carrera judicial
El 24 de enero de 1840 fue nombrado fiscal interino de la Corte de Apelaciones de Santiago. Al año siguiente, el 3 de agosto, asumió como fiscal de la Corte de Apelaciones de Santiago. El 23 de noviembre de 1842 asumió como fiscal interino de la Corte de Apelaciones de Santiago. Al año siguiente, el 29 de julio de 1843, es nombrado ministro de la Corte de Apelaciones de Santiago.
El 22 de marzo de 1852 es nombrado ministro de la Corte Suprema, donde permanece hasta su renuncia en septiembre de 1864. Preside la Corte entre 1855 y 1861. En dicho cargo es nombrado consejero de Estado el 15 de diciembre de 1857 por el presidente Manuel Montt Torres. Asistió entre el 16 de diciembre de 1857 y el 15 de septiembre de 1861. En su calidad de ministro también participó en la Comisión Revisora del Código Civil.
Fue miembro de la Facultad de Leyes y Ciencias Políticas de la Universidad de Chile.

## Carrera pública y política
En 1843 se convierte en el primer director superintendente de la Cárcel Penitenciaria, donde permanece hasta el 15 de diciembre de 1852. En 1845 fue nombrado encargado de Negocios en Perú.
Entre 1847 y 1849 fue intendente de Atacama, por lo que deja su cargo en la Corte de Apelaciones de Santiago, retomándolo al finalizar sus labores.
Fue elegido diputado propietario por La Ligua, para el período 1855-1858. A pesar de que se incorporó el 5 de junio de 1855 no consta que lo haya hecho su suplente, Juan de Dios Morandé Portales. Integró la Comisión Permanente de Negocios Eclesiásticos. Fue reelegido para el período 1858-1861. El 12 de junio de 1858 se incorporó su suplente, Pedro Ovalle Errázuriz hasta que pudo retomar su cargo el 7 de junio de 1859.